# Banco Jacob E. Safra
O Banco Jacob E. Safra foi um banco localizado na cidade de Beirute no Líbano.
Foi fundado em 1929 por Jacob Safra, o patriarca da família Safra que se tornou o Banque de Crédit National em 1956.